# Het Tegengif
Het Tegengif (Spaans: El antídoto) is een stripalbum uit de reeks Paling en Ko van tekenaar Francisco Ibáñez. De oorspronkelijke versie werd in 1974 uitgebracht als #28 in de Ases del Humor-reeks na voorpublicatie in het stripblad Mortadelo (zoals de lange kale helft van het tweetal in het Spaans heet) van oktober tot december 1973. In 1979 werd het album in het Nederlands uitgebracht als #23.

## Naamsverwarring
Als gevolg van een jarenlange naamsverwarring wordt de kale meestervermommer hier Ko genoemd en de korte met de twee haren (door zijn collega steevast met chef en u aangesproken) Paling.

## Verhaal
De Superintendant van de geheime dienst heeft hoofdpijn; professor Bacterie geeft hem een pil die hij zelf heeft uitgevonden. De hoofdpijn verdwijnt, maar omdat de uitvindingen van Bacterie niet altijd naar behoren werken houdt Super er een varkenskop aan over. Voor het tegengif is er een blad nodig van de 'hierbajus apestosos repelentus', een geurige plant die alleen in Bestolandia verbouwd wordt; Paling en Ko, die in eerste instantie denken dat hun humeurige baas zijn snor heeft afgeschoren, gaan naar dit toerist-onvriendelijke land om de hierbajus te halen. Waar de kale zijn vermommingen heeft om ongezien de grens over te komen krijgt de chef van Bacterie een kameleontische vervormer waarmee hij zich vijf minuten lang in de vorm van het dichtstbijzijnde voorwerp kan veranderen. Na de nodige tegenslagen arriveren Paling en Ko in het noorden van het land waar de hierbajus groeit. Op de terugweg ontdekken de twee agenten dat ze worden gezocht als ongewenste vreemdelingen, en met de geur van de hierbajus wordt het een uitdaging om de twee honden bij de douane te passeren; iets dat ze voor elkaar krijgen door een list van de kale. Uiteindelijk blijkt alle moeite voor niets; het hoofd van Super is allang weer normaal geworden na het innemen van een aspirine. Paling en Ko uiten hun woede door hun baas onder een heet strijkijzer te stoppen.

## Tekenfilmbewerking
In de jaren 90 werd Het Tegengif bewerkt tot tekenfilmaflevering. Hierin is het aantal hoofdstukken verminderd en is Bestolandia gewijzigd in Beestland. RTL zond de Nederlandse versie in 1999-2000 uit, en ook hier was er sprake van een naamsverwarring.